# تنبيه (كتابة)

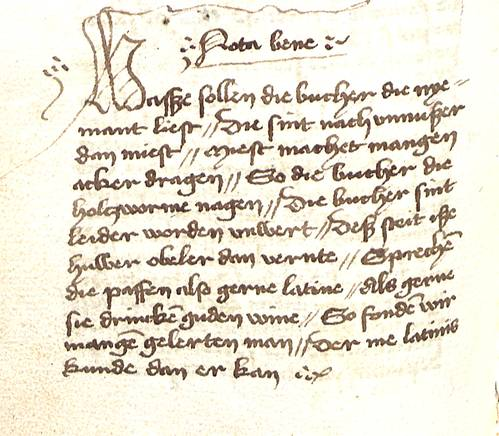

التنبيه عند أهل الكتابة، ويقال له التأمل هو تعليق هامشي على فكرة واردة في متن النص لينتبه لها القارئ.
البيان هو الحاشية التي يعلق بها الشارح على شيء من المتن فيه نظر أو خطأ بين للتنبية إليه.